# Kanton West-Herzegowina
Der Kanton West-Herzegowina (bosnisch Zapadnohercegovački kanton, kroatisch Županija Zapadnohercegovačka) ist einer von zehn Kantonen der Föderation Bosnien und Herzegowina. Der Kanton liegt in der Herzegowina und hat eine Fläche von 1.362,2 km². Hauptort und Sitz der Verwaltung des Kantons ist Široki Brijeg.

## Bevölkerung
Der Kanton West-Herzegowina hat etwa 98.000 Einwohner (Zensus 2013), mehrheitlich Kroaten.

## Gemeinden
Der Kanton West-Herzegowina umfasst vier Gemeinden (Zensus 2013):
- Grude (17.865)
- Ljubuški (29.521)
- Posušje (20.698)
- Široki Brijeg (29.809)